# Seznam članov Hrvaške akademije znanosti in umetnosti
Seznam članov Hrvaške akademije znanosti in umetnosti je krovni seznam.

## Seznami
- Seznam rednih članov Hrvaške akademije znanosti in umetnosti
- Seznam izrednih članov Hrvaške akademije znanosti in umetnosti
- Seznam dopisnih članov Hrvaške akademije znanosti in umetnosti
- Seznam častnih članov Hrvaške akademije znanosti in umetnosti